# 侏罗纪公园互动
《侏罗纪公园互动》是一款由3DO工作室制作和发行的动作游戏。游戏于1994年在3DO独占发行。
游戏最初计划在3DO推出时同时发行。
游戏收到混合评价。《Fami通》给予本游戏22/40的分数。 但《电子游戏月刊》给予本游戏7.75/10的分数。